# Ypsolopha contractella
Ypsolopha contractella là một loài bướm đêm thuộc họ Ypsolophidae. Loài này có ở Nhật Bản (Hokkaido, Honshu), Hàn Quốc, đông bắc Trung Quốc và vùng Viễn Đông Nga.
Chiều dài cánh trước là 7.3-11.2 mm.